# Diana Bacosi
Diana Bacosi (Città della Pieve, 13 de julio de 1983) es una cabo del Ejército y deportista italiana que compite en tiro, en la modalidad de tiro al plato.
Participó en tres Juegos Olímpicos de Verano, obteniendo tres medallas, oro en Río de Janeiro 2016, plata en Tokio 2020, ambas en la prueba de skeet, y otra de oro en París 2024, en skeet mixto (junto con Gabriele Rossetti). En los Juegos Europeos obtuvo cuatro medallas, oro y plata en Bakú 2015 y oro y plata en Minsk 2019.
Ganó cuatro medallas en el Campeonato Mundial de Tiro, en los años 2019 y 2022, y siete medallas en el Campeonato Europeo de Tiro entre los años 2016 y 2024.

## Palmarés internacional
| Juegos Olímpicos   | Juegos Olímpicos        | Juegos Olímpicos  | Juegos Olímpicos |
| Año                | Lugar                   | Medalla           | Prueba           |
| ------------------ | ----------------------- | ----------------- | ---------------- |
| 2016               | Río de Janeiro (Brasil) | Medalla de oro    | Skeet            |
| 2020               | Tokio (Japón)           | Medalla de plata  | Skeet            |
| 2024               | París (Francia)         | Medalla de oro    | Skeet mixto      |
| Campeonato Mundial |                         |                   |                  |
| Año                | Lugar                   | Medalla           | Prueba           |
| 2019               | Lonato (Italia)         | Medalla de oro    | Skeet            |
| 2019               | Lonato (Italia)         | Medalla de oro    | Skeet mixto      |
| 2022               | Osijek (Croacia)        | Medalla de oro    | Skeet            |
| 2022               | Osijek (Croacia)        | Medalla de plata  | Skeet mixto      |
| Juegos Europeos    |                         |                   |                  |
| Año                | Lugar                   | Medalla           | Prueba           |
| 2015               | Bakú (Azerbaiyán)       | Medalla de oro    | Skeet mixto      |
| 2015               | Bakú (Azerbaiyán)       | Medalla de plata  | Skeet            |
| 2019               | Minsk (Bielorrusia)     | Medalla de oro    | Skeet            |
| 2019               | Minsk (Bielorrusia)     | Medalla de plata  | Skeet mixto      |
| Campeonato Europeo |                         |                   |                  |
| Año                | Lugar                   | Medalla           | Prueba           |
| 2016               | Lonato (Italia)         | Medalla de oro    | Skeet mixto      |
| 2017               | Bakú (Azerbaiyán)       | Medalla de bronce | Skeet mixto      |
| 2018               | Leobersdorf (Austria)   | Medalla de plata  | Skeet mixto      |
| 2022               | Lárnaca (Chipre)        | Medalla de plata  | Skeet mixto      |
| 2023               | Osijek (Croacia)        | Medalla de plata  | Skeet            |
| 2023               | Osijek (Croacia)        | Medalla de bronce | Skeet mixto      |
| 2024               | Lonato (Italia)         | Medalla de oro    | Skeet            |